# Ross Lynch
Ross Shor Lynch (n. 29 decembrie 1995, Littleton, Colorado, SUA) este un actor, cântăreț , muzician și dansator american. El este unul dintre membrii fondatori a formației de pop rock, R5. Lynch este cel mai bine cunoscut pentru rolul său ca Austin Moon în serialul hit de pe Disney Channel, Austin & Ally, în care este protagonist, alături de Laura Marano.

## Viața personală
Ross Lynch s-a născut și a fost crescut în Littleton, Colorado, fiind al doilea cel mai tânăr dintre cei cinci frați ai săi (Riker, sora Rydel, Rocky și cel mai tânăr - Ryland). Lynch a fost educat acasă din clasa a patra. A învățat să cânte la chitară, pian și să cânte. Lynch este, de asemenea, văr cu Derek și Julianne Hough. Lynch și familia sa s-au mutat în Los Angeles, California în 2007 ca fratele mai mare, Riker, să poată să își urmeze visele și să aibă o carieră în domeniul artistic.

## Cariera

### Începuturile carierei

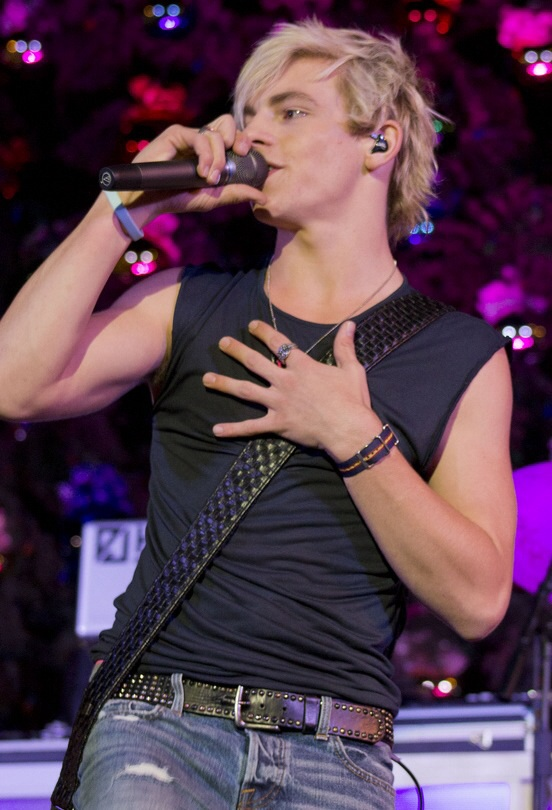
Lynch cântând la Citadel's 12th Annual Christmas Tree Lighting, 9 noiembrie 2013.

Lynch poate să cânte la pian, baterie și chitară bas; totuși, el este specializat în chitară. El a dansat pentru Rage Boyz Crew, un grup fondat de o companie de dans în California de Sud. De asemenea, a apărut în So You Think You Can Dance și a avut apariții speciale în seriale ca Moises Rules!, și poate fi văzut chiar și în filme ca Grapple, cu Anton Troy. În 2009, Lynch a apărut în videoul muzical Kidz Bop pentru „Let It Rock”. Lynch a apărut și în videoul lui Cymphonique pentru „Lil' Miss Swagger”. Lynch a fost ales în 2011 să apară în episodul pilot al serialului de pe Disney Channel, Austin & Ally, unde îl joacă pe Austin Moon, unul dintre personajele principale. Serialul a avut premiera în decembrie 2011, și a fost înnoit pentru un al doilea sezon în martie 2012. În primăvara lui 2013, a fost anunțat un al treilea sezon, iar în aprilie 2014, serialul a fost reînnoit pentru un al patrulea sezon.
În 2012, Lynch a început să lucreze la filmul original Disney Channel, Plaja adolescenților. Filmul a fost filmat în Puerto Rico. Lynch îl joacă pe Brady, personajul principal masculin. Filmul a fost regizat de Jeffrey Hornaday, și a avut premiera în Statele Unite pe data de 19 iulie 2013, iar numărul vizionărilor a depășit 8.4 milione. Primul single promoțional al lui Lynch a fost „A Billion Hits”, care a fost lansat pe data de 2 aprilie 2012. Pe data de 13 iulie 2012, Lynch a lansat single-ul de soundtrack de debut, „Heard It On The Radio”, care a ajuns numărul 196 pe UK Single Chart. Pe data de 12 septembrie 2012, și-a lansat soundtrack-ul de debut, Austin & Ally din serialul cu același nume. Banda sonoră a ajuns pe locul 27 pe Billboard Top 200. Lynch a înregistrat numeroase cântece pentru serial. El a cântat toate cele 14 cântece de pe album, ceea ce include două cântece de R5.
Lynch a avut, de asemenea, o apariție cameo în filmul Muppets Most Wanted în 2014.

### Cariera cu R5
Lynch este vocalistul principal al formației R5 și cântă la chitară. În 2010, R5 și-au lansat EP-ul de debut numit Ready Set Rock, care constă în patru cântece scrise în mare parte de fratele mai mare Riker, sora Rydel și prietenul lor de familie care este și toboșarul trupei, Ellington Ratliff. În aprilie 2012, R5 au anunțat via site-ul oficial al formației că au semnat un contract de înregistrări cu Hollywood Records și își planifică primul club tur pentru luna mai. Albumul lor de debut Louder a fost lansat pe data de 24 septembrie 2013, cu „Pass Me By” și „Loud” ca single-urile principale ale albumului.

## Filmografie
| An        | Titlu                     | Rol                              | Note                                                               |
| --------- | ------------------------- | -------------------------------- | ------------------------------------------------------------------ |
| 2009      | Moises Rules!             | Ross „The Boss”                  | „Mad B-Ball shootout” (Sezonul 1, Episodul 1)                      |
| 2011–2016 | Austin & Ally             | Austin Moon                      | Rol principal                                                      |
| 2012      | Jessie                    | Austin Moon                      | „Austin & Jessie & Ally All Star New Year” (Sezonul 2, Episodul 6) |
| 2013      | Senzaționalul Om Păianjen | Jack Russell / Werewolf by Night | „Blade and the Howling Commandos” (Sezonul 2, Episodul 21)         |
| 2014      | Violetta                  | El însuși                        | Apariție specială cu R5                                            |

| An   | Titlu                  | Rol                           | Note                                        |
| ---- | ---------------------- | ----------------------------- | ------------------------------------------- |
| 2010 | Grapple!               | Aaron                         | Film scurt                                  |
| 2011 | A Day as Holly's Kids  | Copilul lui Holly #1          | Film scurt                                  |
| 2013 | Plaja adolescenților   | Brady                         | Rol principal; Film Original Disney Channel |
| 2014 | Muppets Most Wanted    | Tânărul florist/Copil tocilar |                                             |
| 2015 | Plaja adolescenților 2 | Brady                         | Rol principal; Film Original Disney Channel |

## Discografie

### Benzi sonore
| Austin & Ally                                                                                            | - Lansat: 11 septembrie 2012 - Format: CD, digital download - Casă de discuri: Walt Disney Records | 27 | 1 | —   | —  | —  | —  | —  | —  | —  |
| Teen Beach Movie                                                                                         | - Lasat: 16 iulie 2013 - Format: CD, digital download - Casă de discuri: Walt Disney Records       | 3  | 1 | 176 | 14 | 76 | 56 | 30 | 15 | 36 |
| Austin & Ally: Turn It Up                                                                                | - Lansat: 17 decembrie 2013 - Format: CD, digital download - Casă de discuri: Walt Disney Records  | 89 | 8 | —   | —  | —  | —  | —  | —  | —  |
| "—" arată că cântecul nu a ajuns pe niciun loc pe chart sau cântecul nu a fost lansat pe acel teritoriu. | |    |   |     |    |    |    |    |    |    |

### Single-uri
| „A Billion Hits”                                                                                         | 2012 | —  | — | —  | —   | Austin & Ally    |
| „Heard It on the Radio”                                                                                  | 2012 | —  | — | —  | —   | Austin & Ally    |
| „Can You Feel It”                                                                                        | 2012 | —  | — | —  | —   | N/A              |
| „Cruisin' for a Bruisin'” (cu Grace Phipps și Jason Evigan)                                              | 2013 | 82 | 6 | 90 | 117 | Teen Beach Movie |
| "—" arată că cântecul nu a ajuns pe niciun loc pe chart sau cântecul nu a fost lansat pe acel teritoriu. |      |    |   |    |     |                  |

### Single-uri promoționale
| Cântec                               | An   | Album                     |
| ------------------------------------ | ---- | ------------------------- |
| „I Love Christmas” (cu Laura Marano) | 2013 | Disney Holidays Unwrapped |

### Alte cântece pe chart
| „Christmas Soul”                                                                                         | 2012 | —   | —  | 6  | —   | Disney Channel Holiday Playlist |
| „Christmas Is Coming”                                                                                    | 2012 | —   | —  | 14 | —   | Disney Channel Holiday Playlist |
| „Like Me” (cu Maia Mitchell, Grace Phipps & Spencer Lee)                                                 | 2013 | 101 | 10 | —  | 177 | Teen Beach Movie                |
| „Can't Stop Singing” (cu Maia Mitchell)                                                                  | 2013 | —   | —  | —  | 200 | Teen Beach Movie                |
| "—" arată că cântecul nu a ajuns pe niciun loc pe chart sau cântecul nu a fost lansat pe acel teritoriu. |      |     |    |    |     |                                 |

### Alte apariții
| Cântec                     | An   | Alți artiști | Album                             |
| -------------------------- | ---- | ------------ | --------------------------------- |
| „Christmas Soul”           | 2012 | N/A          | Disney Channel Holiday Playlist   |
| „Christmas Is Coming”      | 2012 | R5           | Disney Channel Holiday Playlist   |
| „Can't Do It Without You”  | 2012 | N/A          | Make Your Mark: Ultimate Playlist |
| „I Love Christmas”         | 2013 | Laura Marano | Disney Holidays Unwrapped         |
| „Timeless”                 | 2014 | N/A          | Disney Channel Play It Loud       |
| „I Got That Rock and Roll” | 2014 | N/A          | Disney Channel Play It Loud       |
| „You Can Come to Me”       | 2014 | Laura Marano | Disney Channel Play It Loud       |

### Videoclipuri muzicale
| Cântec                  | An   | Director    | Note                                                       |
| ----------------------- | ---- | ----------- | ---------------------------------------------------------- |
| „Lil' Miss Swagger”     | 2009 |             | Apariție specială; Videoclip muzical de Cymphonique Miller |
| „Ordinary Girl”         | 2010 | Glyphix     | Apariție specială; Videoclip muzical de Hannah Montana     |
| „A Billion Hits”        | 2012 |             |                                                            |
| „Double Take”           | 2012 |             |                                                            |
| „Better Together”       | 2012 |             |                                                            |
| „Heard It on the Radio” | 2012 | Mark Albert |                                                            |

## Premii și nominalizări
| An   | Premiu                          | Categorie               | Nominalizare            | Rezultat     |
| ---- | ------------------------------- | ----------------------- | ----------------------- | ------------ |
| 2012 | Teen Icon Awards                | Iconic TV Actor         | Austin & Ally           | Nominalizare |
| 2012 | Teen Icon Awards                | Iconic Editor's Choice  | Austin & Ally           | Nominalizare |
| 2012 | Hollywood Teen Awards           | Favorite Breakout Star  | Austin & Ally           | Nominalizare |
| 2013 | Nickelodeon Kids' Choice Awards | Favorite TV Actor       | Austin & Ally           | Câștigat     |
| 2013 | Radio Disney Music Awards       | Funniest Celebrity Take | El însuși               | Nominalizare |
| 2013 | Radio Disney Music Awards       | Best Music Video        | „Heard It On The Radio” | Câștigat     |
| 2013 | Teen Icon Awards                | Iconic Male Star        | El însuși               | Nominalizare |
| 2013 | Teen Icon Awards                | Iconic Movie Actor      | Plaja adolescenților    | Nominalizare |
| 2013 | Teen Icon Awards                | Iconic TV Actor         | Austin & Ally           | Nominalizare |
| 2014 | Nickelodeon Kids' Choice Awards | Favorite TV Actor       | Austin & Ally           | Câștigat     |
| 2014 | Teen Choice Awards              | Choice TV Actor: Comedy | Austin & Ally           | Câștigat     |